# Brachyrhopala rubrithorax
Brachyrhopala rubrithorax là một loài ruồi trong họ Asilidae. Brachyrhopala rubrithorax được Clements miêu tả năm 2000. Loài này phân bố ở miền Australasia.